# Plagiochila connexa
Plagiochila connexa là một loài rêu tản trong họ Plagiochilaceae. Loài này được (Hook. f. & Taylor) Hook. & Taylor miêu tả khoa học lần đầu tiên năm 1846.